# 环庚三烯
环庚三烯（CHT），一种有机化合物，对于理论有机化学有一定重要性。室温下为无色液体。广泛用作有机金属化学中的配体以及有机合成中间体。
环庚三烯不具芳香性，而且受多余 -CH2- 基团的影响，分子中的环也不为平面结构。在氧化条件（如使用五氯化磷）下，从上述亚甲基去除一个氢负离子，便得到呈平面结构的䓬正离子。
环庚三烯由德国化学家阿尔贝特·拉登堡（Albert Ladenburg）於1881年通过莨菪醇的分解而首次制得。1901年，里夏德·维尔施泰特以环庚酮为原料成功合成环庚三烯，证实了环庚三烯的七元环结构。
实验室中，可以通过苯与重氮甲烷发生光化学反应，或环己烯与二氯卡宾的加合物经热裂解而制得环庚三烯。
有关环庚三烯衍生物的一个经典反应是Buchner扩环反应。在这个反应中，苯与重氮乙酸乙酯经过反应，生成相应的降蒈二烯（norcaradiene）羧酸化合物，后者在高温下再经重排、扩环，得到相应的环庚三烯羧酸乙酯。 
早期曾利用环庚三烯与丁炔二酸二甲酯的加合物作为亚甲供体，与乙炔反应用于合成环丙烯的衍生物。环庚三烯在反应后转变为少一个碳的苯。
环辛四烯与环庚三烯可作罗丹明6G染料激光器的三重态猝灭剂。